# Distretto di Aqqu
Il distretto di Aqqu (in kazako: Аққу ауданы) è un distretto (audan) del Kazakistan con  capoluogo Aqqu.